# Maartrevolutie

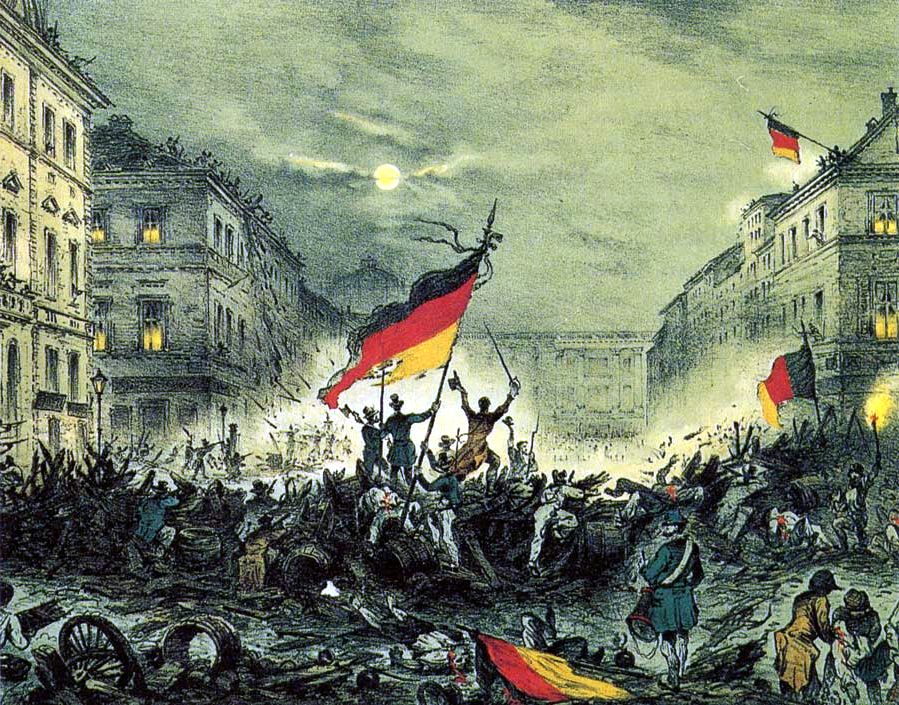
Onrust in Berlijn op 19 maart 1848

Maartrevolutie is de benaming voor de nationaal-liberale revoluties van 1848/1849 in de staten van de Duitse Bond en de buiten deze bond gelegen delen van Oostenrijk en Pruisen.

## Aanleiding
De Maartrevolutie maakte deel uit van de nationaal-liberale opstanden die in 1848 door grote delen van Europa stormden. De Duitse revolutionairen eisten liberale, democratische hervormingen en de vorming van een nieuwe Duitse eenheidsstaat. De niet-Duitse bevolkingsgroepen, Slaven en Hongaren, eisten een grotere mate van autonomie of gehele onafhankelijkheid van de vreemde overheerser.
De voornaamste oorzaak van het uitbreken van de revolutie was de wijdverbreide ontevredenheid over het reactionaire, absolutistische regeringssysteem in de Duitse staten sinds het Congres van Wenen (1815). Het symbool van dit systeem was de Oostenrijkse kanselier Klemens von Metternich, die, onder andere met de Besluiten van Karlsbad, de persvrijheid beknotte en liberale en nationalistische bewegingen verbood en vervolgde. In economisch opzicht speelden de industriële revolutie, de daarmee samenhangende verpaupering en de grote misoogsten van 1846 een rol. Een directe aanleiding voor de Maartrevolutie was de Februarirevolutie in Frankrijk, die een einde maakte aan de heerschappij van de burgerkoning Lodewijk Filips.

## Baden

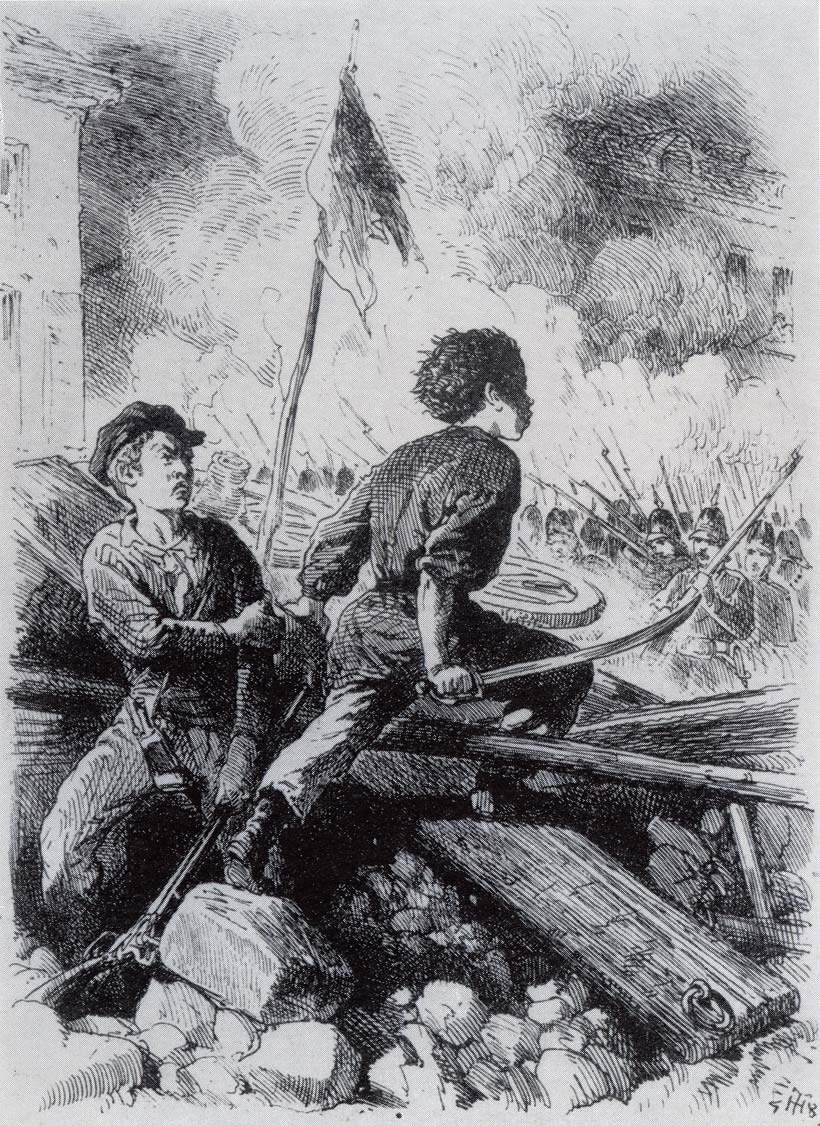
Jeugdige strijders op de barricade in Berlijn

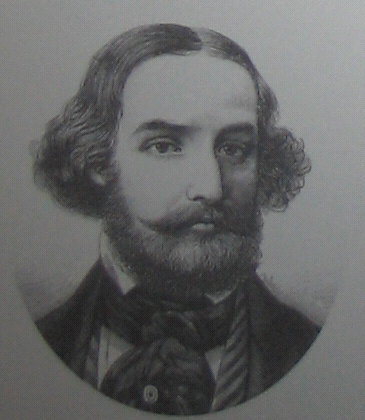
Ludwik Mierosławski

Al op 27 februari 1848 kwam in het groothertogdom Baden een volksvergadering bijeen die onder leiding van Friedrich Hecker en Gustav Struve volkssoevereiniteit, afschaffing van de privileges van de adel, volksbewapening en een progressieve inkomstenbelasting eiste. Een poging op 12 april de hoofdstad Karlsruhe in te nemen en daar de republiek uit te roepen werd door het leger verijdeld.
Na het mislukken van het Frankfurter Parlement kwam het in mei 1849 tot de Meiopstanden. Groothertog Leopold vluchtte op 13 mei, waarna een provisorische regering onder leiding van de jurist Lorenz Brentano werd ingesteld. De revolutie werd uiteindelijk op 23 juli 1849 met geweld beëindigd door troepen uit Württemberg en Pruisen. 23 revolutionairen werden geëxecuteerd, enkele andere gingen in ballingschap.

## Beieren
Ook het koninkrijk Beieren was sinds maart 1848 het toneel van liberaal-democratische opstanden. Koning Lodewijk gaf toe aan enige eisen en benoemde een liberale regering, maar trad uiteindelijk, mede door zijn zeer geruchtmakende affaire met Lola Montez op 20 maart af ten gunste van zijn zoon Maximiliaan II, die snel toegaf aan verschillende eisen.
Een tweede opstand brak uit in 1849 in de Beierse Palts (een westelijke exclave). Onder de opstandelingen was dit gebied korte tijd zelfstandig van Beieren, maar ook deze opstand werd door Pruisen gedempt.

## Pruisen

### Algemeen
De onrust in Wenen (zie hieronder) sloeg op 15 maart 1848 naar Berlijn over. Koning Frederik Willem IV van Pruisen deed vrijwel meteen concessies. Hij stond op 18 maart het bijeenroepen van een grondwetgevende constituante toe en beloofde de persvrijheid in te voeren en de Duitse Bond te hervormen. Korte tijd later kwam het in Berlijn echter tot straatgevechten waarbij honderden doden vielen en die pas ophielden toen het leger zich uit de stad terugtrok.
Frederik Willem verkondigde hierna het opgaan van Pruisen in Duitsland. Op 29 maart trad het liberale maartministerie van Gottfried Ludolf Camphausen en David Hansemann aan, maar al op 2 november, toen het land enigszins tot rust was gekomen, stelde de koning de conservatieve Friedrich Wilhelm von Brandenburg als premier aan. Aan de contrarevolutie die nu inzette nam onder anderen de latere premier en rijkskanselier Otto von Bismarck deel. Frederik Willem vaardigde uiteindelijk op 5 december een grondwet uit die ver achterbleef bij de eisen van de opstandelingen.

### Pruisisch Polen
In de overwegend door Polen bewoonde provincie Posen was al in 1846 een opstand in de kiem gesmoord. De leider hiervan, Ludwik Mierosławski, werd aanvankelijk ter dood veroordeeld, maar na de onlusten in Berlijn in maart met enige tientallen andere Poolse revolutionairen vrijgelaten. Hij stelde zich in april aan het hoofd van de Poolse opstandelingen die bevrijding van het Pruisische juk en herstel van de staat Polen - die sinds de Poolse Delingen eind 18e eeuw niet meer bestond - nastreefden. De steun voor de Poolse zaak was bij Duitse liberalen aanvankelijk groot, maar verdween door geweld in Posen en angst voor oorlog met Rusland (dat met Congres-Polen een aanzienlijk deel van de oude Poolse natie in bezit had) uiteindelijk. De opstand werd op 9 mei 1848 door Pruisische troepen met geweld neergeslagen.

## Sleeswijk en Holstein
Deens nationalisme in Sleeswijk leidde in dit hertogdom en in Holstein - dat eveneens onder gezag van de koning van Denemarken viel - tot een opstand van de Duitse bevolking. Deze stelde een provisorische regering in die nog voor het bijeenkomen van het Frankfurter Parlement door de Duitse Bondsdag werd erkend. Dit leidde tot de Eerste Duits-Deense Oorlog.
Frederik Willem IV van Pruisen sloot op 26 augustus 1848 zonder het Frankfurter Parlement daarin te kennen een wapenstilstand met Denemarken. Dit maakte pijnlijk duidelijk hoe weinig reële macht het parlement had en veroorzaakte een crisis in de revolutionaire beweging.

## Frankfurt

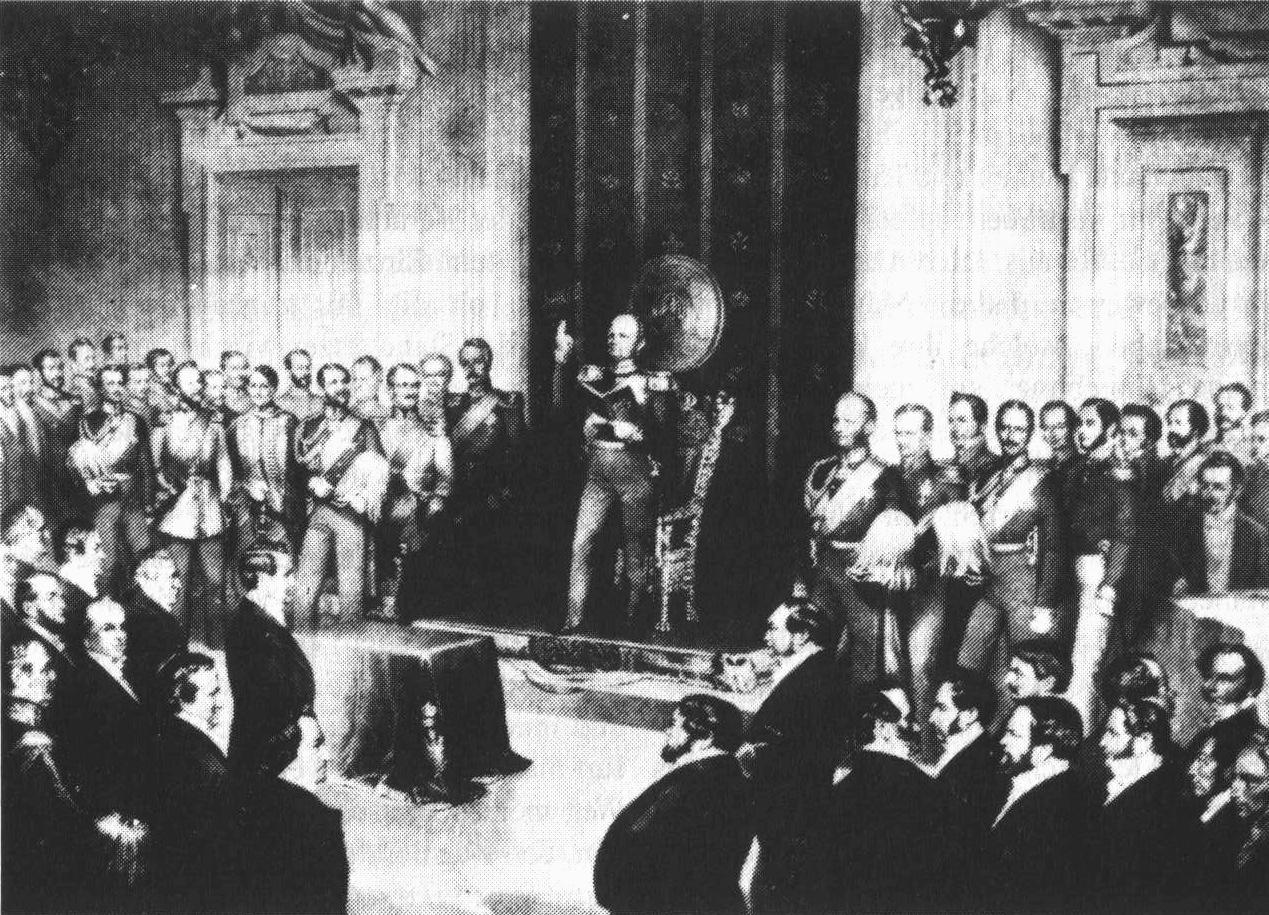
Een afvaardiging van het Frankfurter Parlement biedt Frederik Willem IV op 3 april 1849 het keizerschap aan

In de vrije stad Frankfurt vergaderde in 1848/1849 het uit algemeen kiesrecht voortgekomen Frankfurter Parlement, dat een nieuwe Duitse eenheidsstaat op liberale grondvesten tot doel had. In juni verklaarde deze vergadering onder leiding van Heinrich von Gagern de Duitse Bond voor opgeheven en vormde een provisorische rijksregering onder aartshertog Johan van Oostenrijk. De nederlaag in de Sleeswijk-Holsteinse kwestie (zie hieronder) en de weigering van Frederik Willem IV van Pruisen de keizerskroon uit handen van het parlement te aanvaarden leidden uiteindelijk tot het mislukken van de Frankfurter beweging. In 1850 werd de Duitse Bond hersteld.

## Habsburgse Rijk

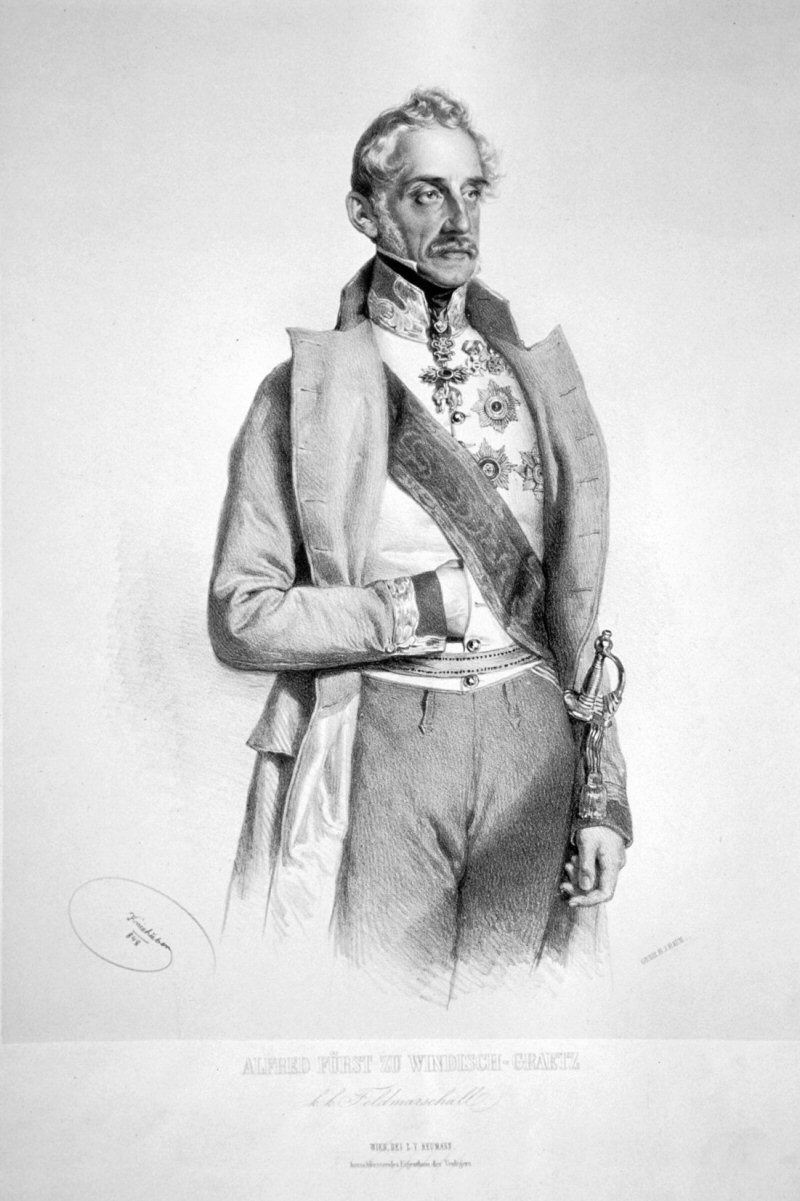
Alfred zu Windisch-Graetz

In het keizerrijk Oostenrijk werd niet alleen Oostenrijk in enge zin door opstanden geteisterd, maar eisten ook de niet-Duitse volkeren in deze monarchie autonomie.

### Oostenrijk
De Maartrevolutie begon in Oostenrijk toen de Hongaarse leider Lajos Kossuth op 3 maart openlijk de Habsburgse politiek veroordeelde en hervormingen eiste. Toen de regering in Wenen door burgers opgestelde petities voor liberale hervormingen weigerde, braken er op 13 maart rellen uit. Op diezelfde dag trad de gehate kanselier Metternich, symbool van de oude orde, af en ontvluchtte het land. Keizer Ferdinand I beloofde op 15 maart het afschaffen van de censuur en het bijeenroepen van een nationale vergadering.
De regering-Pillersdorf stelde op 25 april een nieuwe grondwet voor, die echter leidde tot hevige onlusten. De keizer vluchtte op 17 mei naar Innsbruck. De situatie in Hongarije, die in een oorlog was uitgemond, leidde in oktober tot de Weense Oktoberopstand, waarbij de minister van Oorlog, Theodor Baillet von Latour, werd vermoord. Nog voor het einde van de maand sloegen Alfred zu Windisch-Graetz en ban Josip Jelačić de opstand neer. Veel opstandelingen werden tot de doodstraf of tot celstraffen veroordeeld. De Frankfurter afgevaardigde Robert Blum werd standrechtelijk geëxecuteerd.
De zwakke keizer Ferdinand deed op 2 december 1848 op instigatie van premier Felix zu Schwarzenberg troonsafstand ten gunste van zijn 18-jarige neef (oomzegger) Frans Jozef I. Schwarzenberg liet de Rijksdag van Kremsier, die zich in Moravië beraadde over een nieuw federaal Oostenrijk, op 4 maart 1849 door het leger uiteenjagen.

### Hongarije

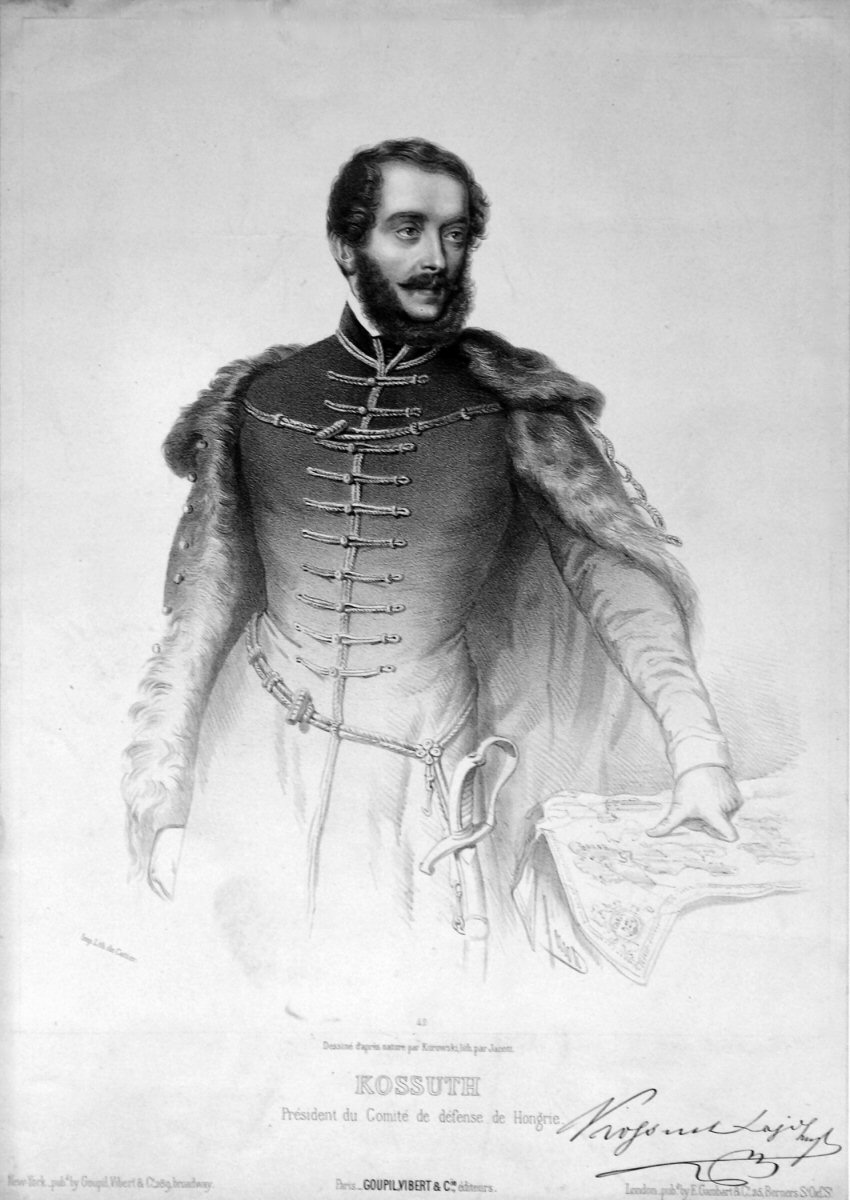
Lajos Kossuth

De revolutie in de Habsburgse monarchie begon in maart 1848 met de autonomie-eisen van Lajos Kossuth. Keizer Ferdinand willigde de eisen noodgedwongen in en stond de vorming van een nieuwe regering onder premier Lajos Batthyány toe. Krachtens nieuwe wetten werden vrijwel alle banden met Oostenrijk doorgesneden. De intolerante houding jegens de andere volkeren in het Hongaarse rijksdeel die de Hongaren nu tentoonspreidden, leidde in Kroatië tot een opstand. Op 23 mei werd de pro-Habsburgse Josip Jelačić tot ban benoemd. Hij viel in september Hongarije binnen en voegde zich in de winter bij de campagne van Windisch-Graetz.
De Hongaarse Rijksdag proclameerde op 14 april 1849 de volledige onafhankelijkheid en verklaarde Frans Jozef I niet als koning te erkennen. Kossuth werd tot gouverneur-president verkozen. De Oostenrijkse regering riep hierop de hulp van Rusland in en smoorde de Hongaarse opstand met hulp van Russische troepen onder Ivan Paskevitsj uiteindelijk in augustus 1849. Op 6 oktober 1849 werden veertien revolutionairen, onder wie Batthyány, geëxecuteerd. Kossuth was inmiddels naar het buitenland gevlucht.

### Bohemen
Te Praag kwam in 1848 een Panslavisch Congres bijeen, waarin Polen en Zuid-Slaven, maar met name Tsjechen en Slowaken autonomie binnen en federalisering van de Oostenrijkse monarchie (austroslavisme) eisten. Opname van Bohemen en Moravië in een nieuw Duits rijk, zoals voorgesteld op het Frankfurter Parlement, wees de Tsjechische leider František Palacký nadrukkelijk af. In het kielzog van het Slavencongres kwam het in juni tot de Praagse Pinksteropstand, die op de 16e van die maand door Oostenrijkse troepen onder Windisch-Graetz werd neergeslagen.

### Lombardije-Venetië
Ook in het koninkrijk Lombardije-Venetië, dat direct onder Oostenrijks bestuur stond, braken in maart 1848 opstanden uit. Koning Karel Albert van Sardinië, die zich opwierp als leider van de Italiaanse eenheidsbeweging, verklaarde Oostenrijk hierna op 23 maart de oorlog. Na aanvankelijke successen werd hij op 25 juli 1848 in de Slag bij Custoza verslagen door veldmaarschalk Josef Radetzky.

## Resultaten
In heel Europa kregen na het mislukken van de revoluties van 1848 de reactionaire krachten weer de overhand en werden de meeste liberale concessies weer teruggedraaid. Enkele verworvenheden (zoals het afschaffen van de lijfeigenschap in de gebieden waar dat nog niet was gebeurd en een grotere rechtszekerheid) bleven echter behouden. De pers won na het versoepelen van de censuur tijdens de revoluties aan invloed. In Oostenrijk begon na 1849 onder Felix zu Schwarzenberg en Alexander von Bach de periode van het neo-absolutisme met als belangrijkste kenmerken onderdrukking en centralisatie.